# Unterjeserz
Unterjeserz (slowenisch: Spodnje Jezerce) ist ein österreichischer Ort in der Marktgemeinde Velden am Wörthersee im Bezirk Villach-Land.
Nach einer Volkszählung im Jahr 2001 lebten 178 Personen in Unterjeserz. Die von der Unterjeserzer Straße durchzogene Ortschaft wird südlich von der Keutschacher Straße und nördlich von der Süduferstraße begrenzt. Es befinden sich zwei Bauernhöfe, drei Wohnblöcke und mehrere Einfamilienhäuser in Unterjeserz. Südlich von Unterjeserz befinden sich wertvolle Biotope. Im Jahr 1924 wurde das Gemeindegebiet der Marktgemeinde Velden am Wörthersee erweitert und im Zuge dessen die Ortschaft Unterjeserz der Gemeinde Velden einverleibt. Unterjeserz ist an der Haltestelle Unterjeserz/Charlottenhof durch den Postbus (Linien 5310 und 5316) an den öffentlichen Nahverkehr angebunden.